# Mnèsarc (pare de Pitàgores)
Mnèsarc (en llatí Mnesarchus, en grec antic Μνήσαρχος "Mnésarkhos"), fill de Eufró o Eutifró, va ser el pare de Pitàgores.
Generalment es pensa que no era de pur origen grec i tindria origen en els tirrens de les illes de Lemnos i Imbros. El seu ofici era de gravador d'anells, segons Climent d'Alexandria. Altres versions donen com a pare de Pitàgores a Màrmac fill d'Hipàs, originari de Flios, tal com diu Pausànias.